# Bencivenga (cognome)
Bencivenga è un cognome di lingua italiana.

## Varianti
Benvenga, Bencetti, Benci, Bencic, Bencich, Bencini, Bencivegna, Bencivenisti, Bencivenni, Benevenia, Benivieni, Bentivegna, Bentivenga, Benvegna, Bontivenga, Bonvegna, Cenni, Cennini, Vegna, Vegni, Venne.

## Origine e diffusione
Il cognome è tipicamente panitaliano.
Potrebbe derivare dal prenome medioevale benaugurale Bencivenga, probabile variante di Benvenuto. È etimologicamente affine ai cognomi Benvenuto, Bonaventura e Bentivoglio, oltre ad essere imparentato con Beni, Boni, Diodati e Diotallevi.
La variante Benci è toscana; Bencic e Bencich sono giuliani; Bencivenni è emiliano; Bencivenga è campano; Bentivegna e Benvegna sono siciliani; Vegna è toscano e siciliano; Cenni è emiliano e toscano; Benvenga è leccese.

## Persone
- Ermanno Bencivenga (1950) – filosofo e saggista italiano
- Fabio Bencivenga (1976) – ex pallanuotista italiano
- Roberto Bencivenga (1872-1949) – generale e politico italiano